# Skogskyrkogården

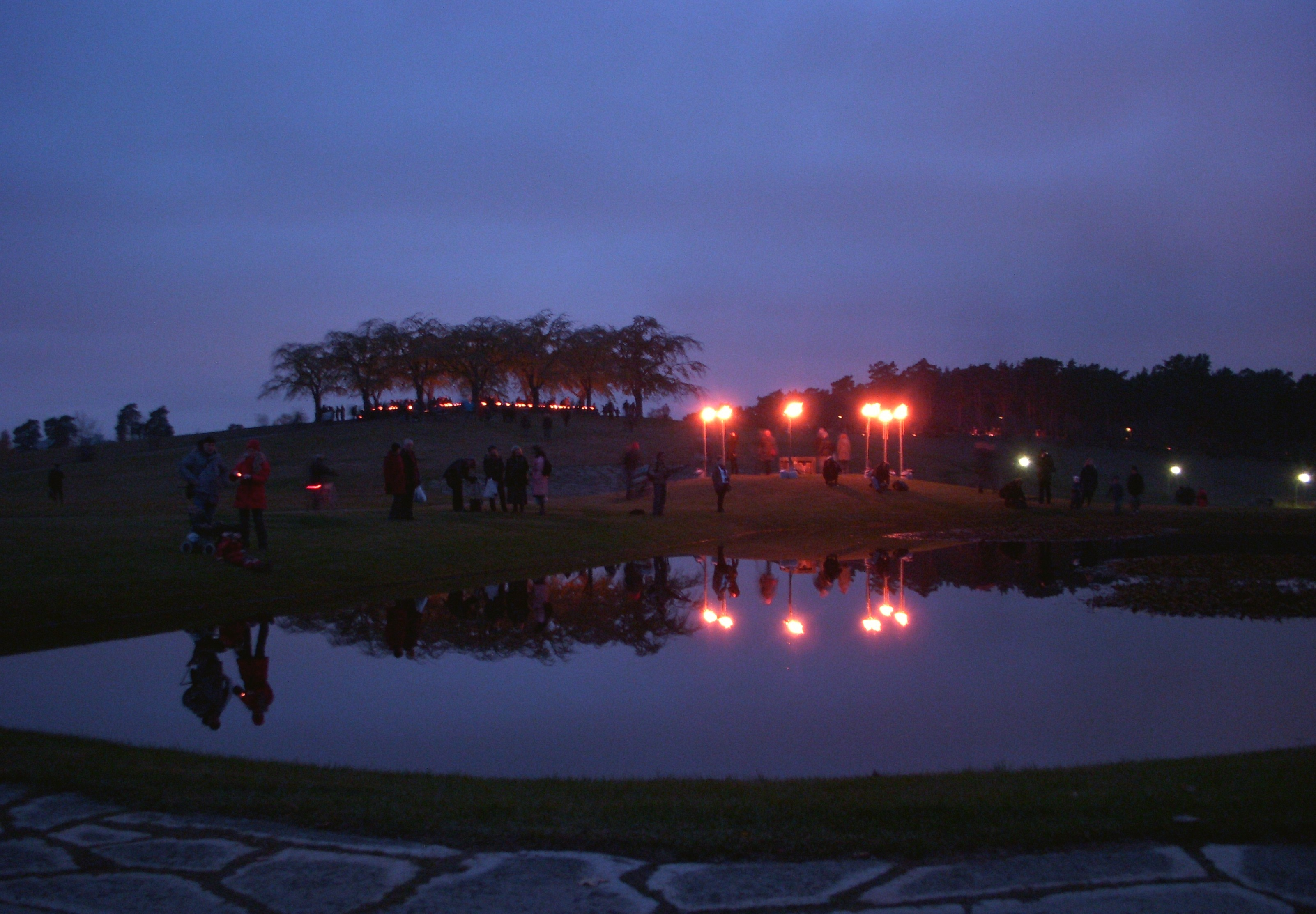
Skogskyrkogården w nocy

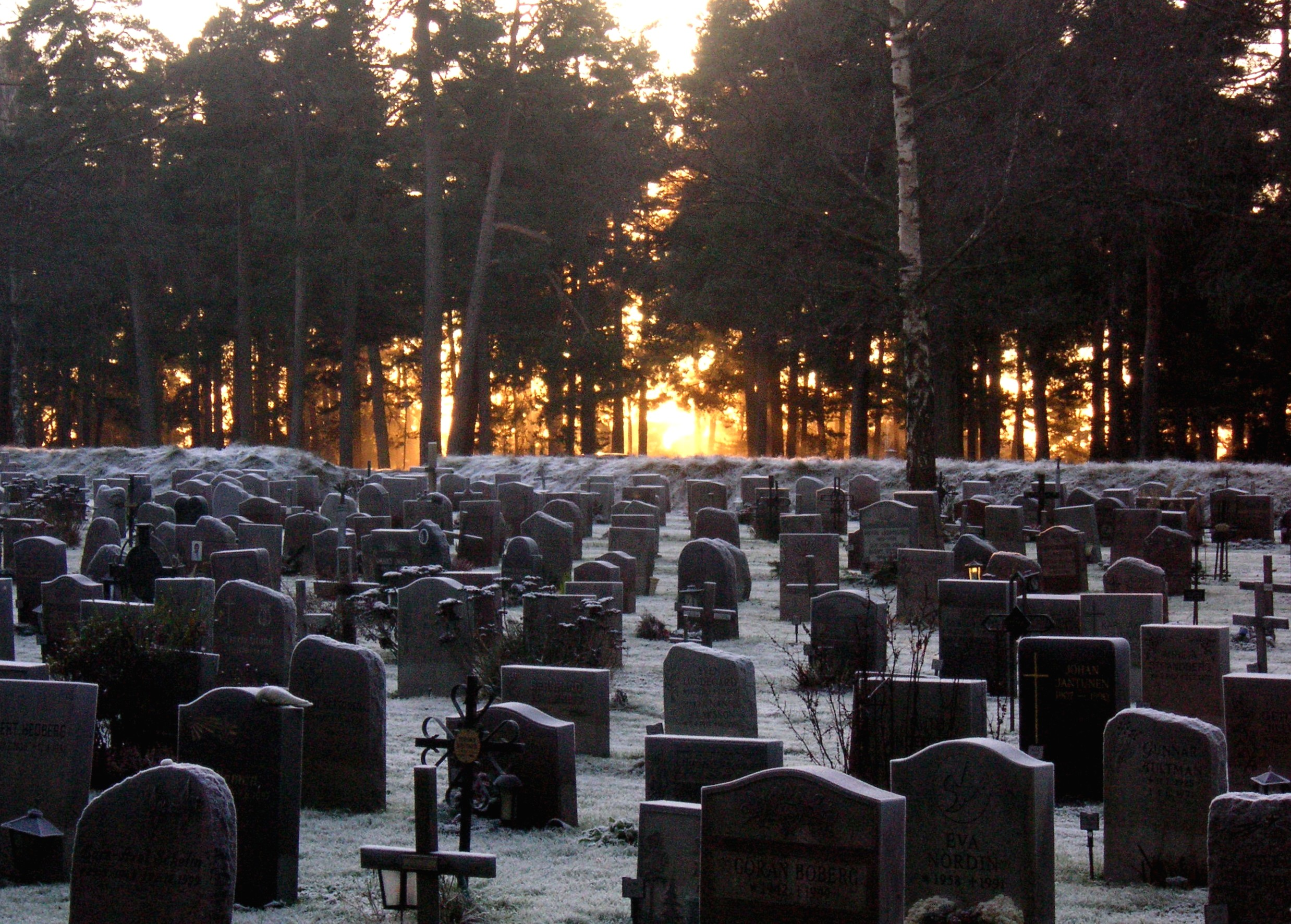
Skogskyrkogården zimą o zachodzie słońca

Skogskyrkogården – cmentarz położony w dzielnicy Gamla Enskede w Sztokholmie. Drugi pod względem wielkości cmentarz Szwecji, mający 102 ha powierzchni i mieszczący ok. 100 tysięcy grobów.
Decyzję o budowie cmentarza rada miejska Sztokholmu podjęła krótko przed wybuchem I wojny światowej. Ogłoszony konkurs na projekt cmentarza wygrali w 1915 Szwedzi: Gunnar Asplund i Sigurd Lewerentz. Cmentarz powstał w latach 1917–1920. Krajobraz architektoniczny cmentarza został zintegrowany z naturą. Las, w którym położony jest cmentarz, został potraktowany jako pełen godności gaj zmarłych.
W 1920 zbudowano według projektu Asplunda kaplicę cmentarną. Ma ona czterospadowy dach kryty gontem i otwarty przedsionek. W 1925 Lewerenz oddał do użytku drugą kaplicę, zbudowaną w kształcie sześcianu, z wolno stojącym przedsionkiem z kolumnami.
Przed kaplicami ustawiono duży, granitowy krzyż.
Do krematorium zbudowanego w latach 1937–1940 przez Asplunda dobudowano trzy kolejne kaplice.
Cmentarzem zarządza administracja cmentarna gminy Sztokholm. W okresie letnim oferuje się wycieczki z przewodnikiem po cmentarzu, organizowane przy współudziale muzeum miejskiego Sztokholmu.
Całe założenie jest uważane za jedno z największych dokonań współczesnej architektury i stanowi szczególny twór w skali świata, jeśli chodzi o ukształtowanie miejsc pochówku. Radny miejski Sztokholmu Yngwe Larsson (1881–1977) nazwał część centralną cmentarza z kaplicami najpiękniejszą budowlą miejską jego pokolenia.
W 1987 cmentarz leśny Skogskyrkogården znalazł się na liście krajowej (pod nr 111) jako zabytek o znaczeniu dla kultury narodowej Szwecji (szw. Riksintresse för kulturmiljövården).
W 1994 cmentarz leśny Skogskyrkogården został wpisany na Listę Światowego Dziedzictwa Kulturowego i Przyrodniczego Ludzkości UNESCO.

## Historia

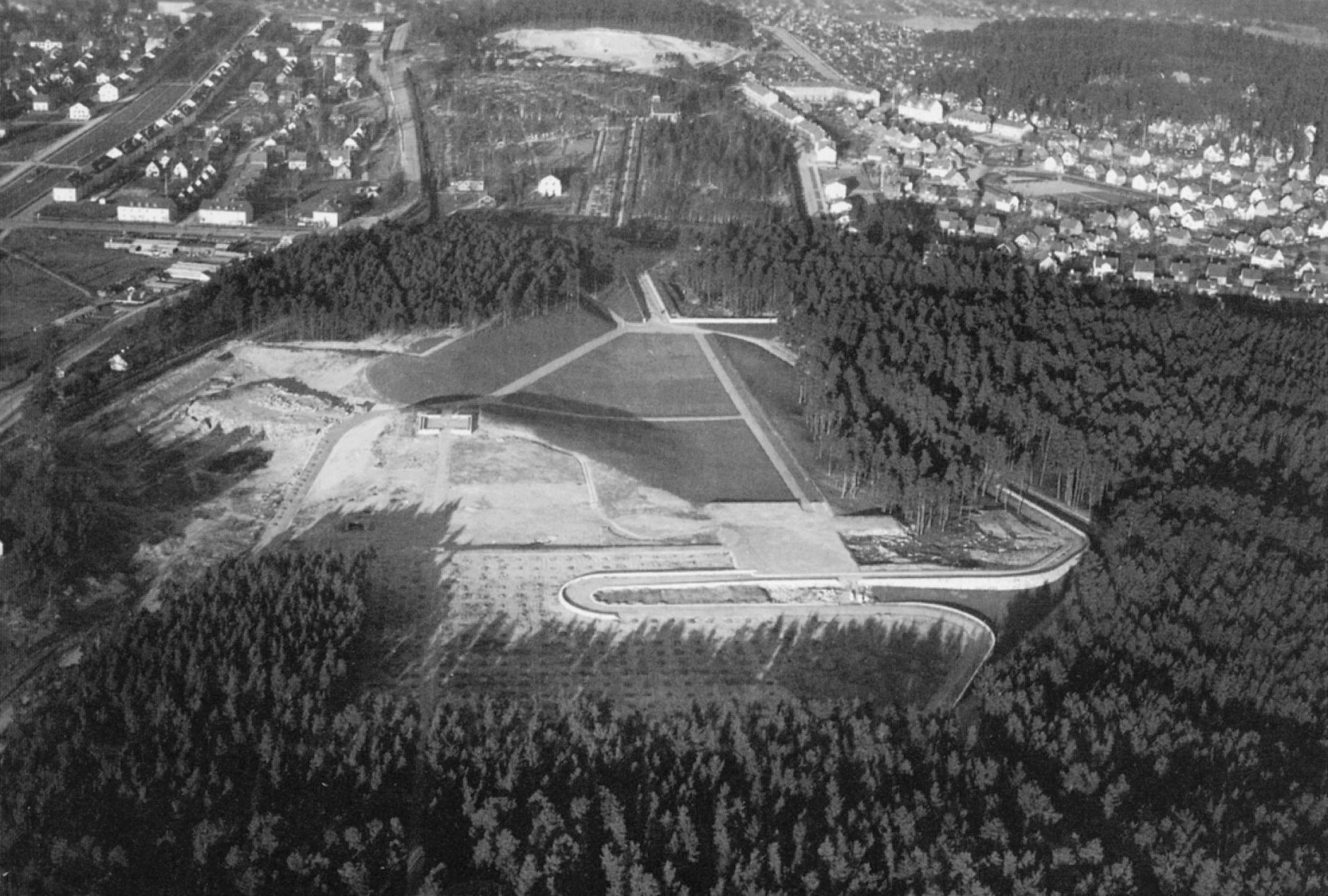
Skogskyrkogården w trakcie urządzania, jeszcze bez krematorium. Widok w kierunku północnym (1930)

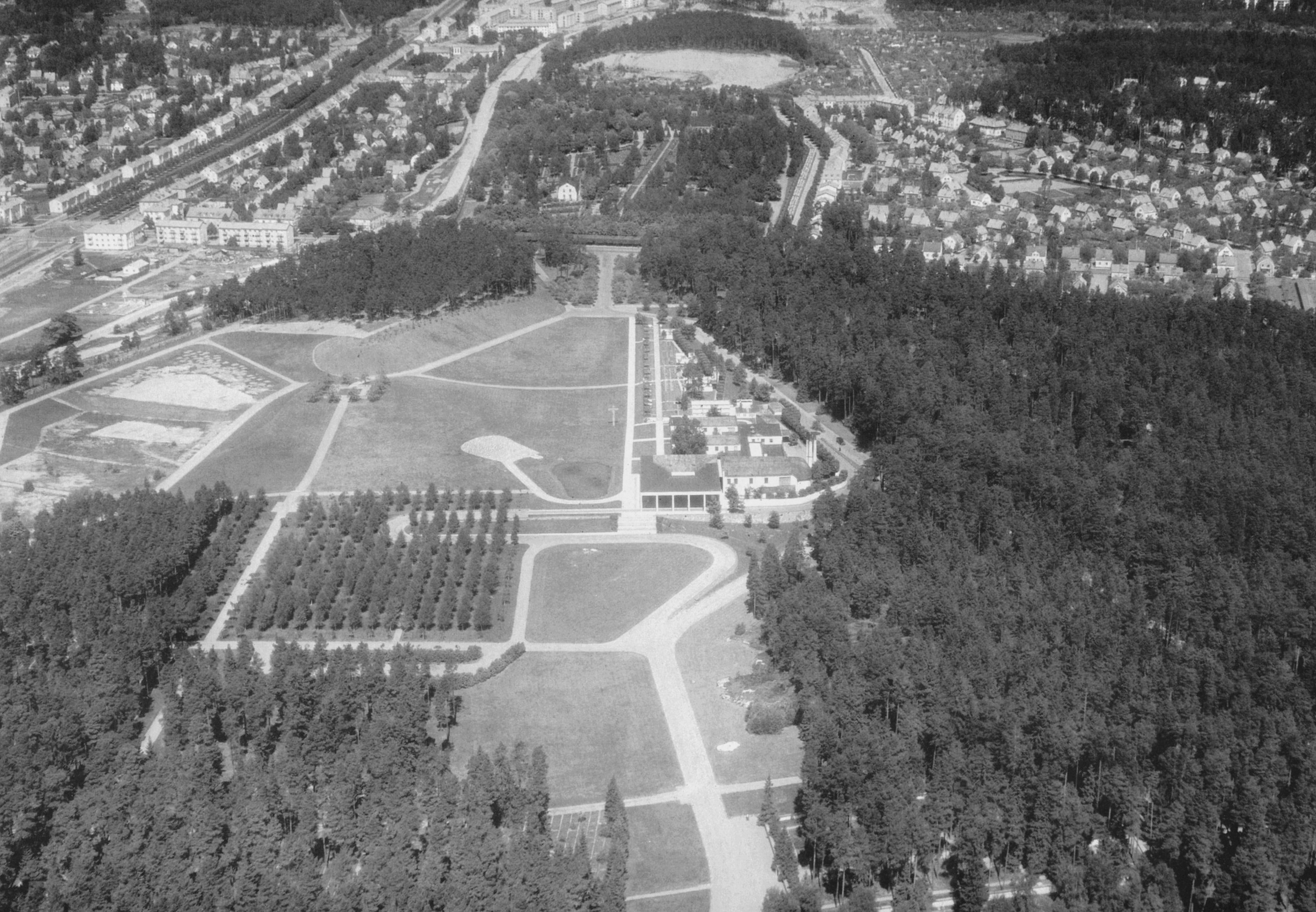
Skogskyrkogården po oddaniu do użytku (1946)

W 1912 radni Sztokholmu postanowili, że teren w południowej części miasta, na południe od obecnego Södra begravningsplatsen (noszącego dziś nazwę Sandsborgskyrkogården), powinien być przeznaczony na nowe miejsce pochówku. Teren obejmował 85 ha (później powiększony do blisko 100 ha) i składał się głównie z porośniętego lasem iglastym ozu. Oz w części północnej był eksploatowany jako kopalnia piasku, natomiast pozostała część obszaru pozostawała nienaruszona, oprócz tego, że przechodziły przez niego drogi Tyresövägen i Dalarövägen.
Na jesieni 1914 ogłoszono międzynarodowy konkurs architektoniczny za zamiarem uczynienia z planowanego cmentarza, Skogskyrkogården, miejsca, które cechować miały: dostojeństwo, ranga artystyczna i harmonia. W tym też duchu sformułowano założenia konkursu postulując uczynienie z przyszłego cmentarza terenu o maksymalnej dostępności dla ogółu bez wprowadzania zbyt dużych zmian w konfiguracji krajobrazu; założeniu temu miało być również podporządkowane wybudowanie obiektów cmentarnych i samych grobów, oraz funkcjonowanie położonej na terenie cmentarza żwirowni.
Konkurs zakończył się w 1915. Wpłynęły nań 53 propozycje. Większość z nich pochodziła ze Szwecji, kilka prac nadeszło z Niemiec. Wśród członków jury znaleźli się m.in. architekci Ragnar Östberg i Gustaf Wickman. Pierwszą nagrodę otrzymał projekt nr 25 opatrzony hasłem „Tallum”, przedstawiony przez dwójkę szwedzkich architektów: Gunnara Asplunda i Sigurda Lewerentza. Nagroda wyniosła 3500 koron. Ten właśnie projekt został zasadniczo przeznaczony do realizacji. W orzeczeniu jury podniesiono znakomity charakter projektu oraz to, że zachowuje on szczególne, piękne walory krajobrazowe terenu przyszłego cmentarza.
W 1917, po wielu zmianach w projekcie, których domagali się członkowie jury Gustaf Wickman oraz profesorowie architektury Sigurd Curman i Erik Lallerstedt, rozpoczęły się prace budowlane, a w 1920 oddano do użytku pierwszą część założenia. Ważnym przykładem, jeśli chodzi o rozmieszczenie grobów były niemieckie nekropolie Cmentarz Ohlsdorf w Hamburgu i Waldfriedhof w Monachium; sięgnięto również do romantycznego malarstwa Caspara Davida Friedricha. Wkład Lewerentza to przede wszystkim krajobraz oraz klasycystyczna Uppståndelsekapellet (pol. Kaplica Zmartwychwstania), wzniesiona w 1925. Asplund natomiast zajął się budynkami, wśród których Skogskrematoriet (cmentarne krematorium), wzniesione w latach 1937–1940 należy do najwybitniejszych osiągnięć zarówno jego, jak i całej szwedzkiej architektury tamtych czasów. Architekci kompleksowo zaprojektowali całość założenia, począwszy od krajobrazu a skończywszy na drobnych detalach (np. lampy).
Skogskyrkogården został ukończony w 1940 jako harmonijna jedność natury i architektury.

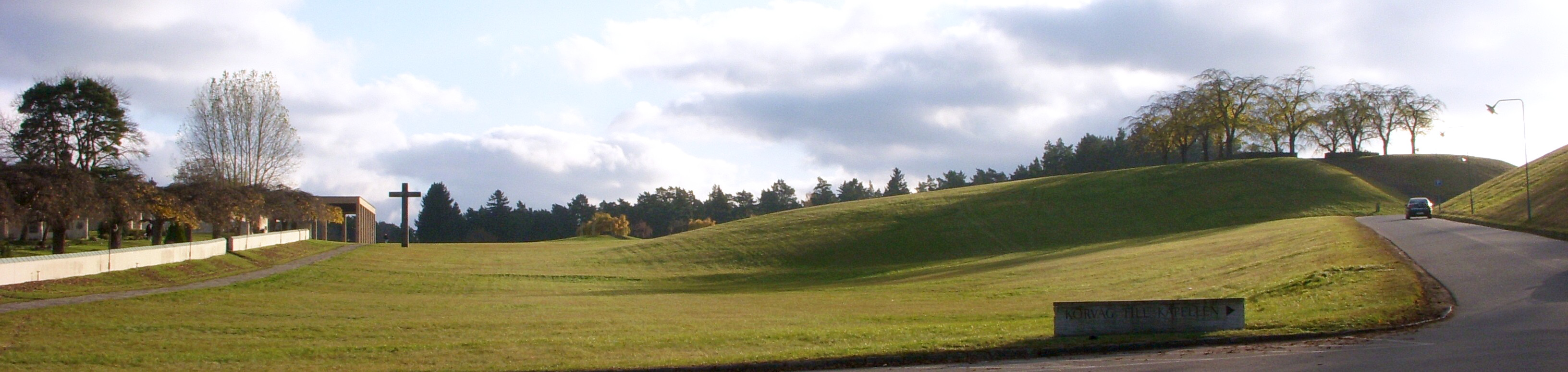
„Biblijny krajobraz” Skogskyrkogården: Skogskrematoriet (po lewej) i Almhöjden (po prawej). Widok od strony głównego wejścia w kierunku południowym (listopad 2009)

## Ochrona kulturowa

### Światowe dziedzictwo kulturowe

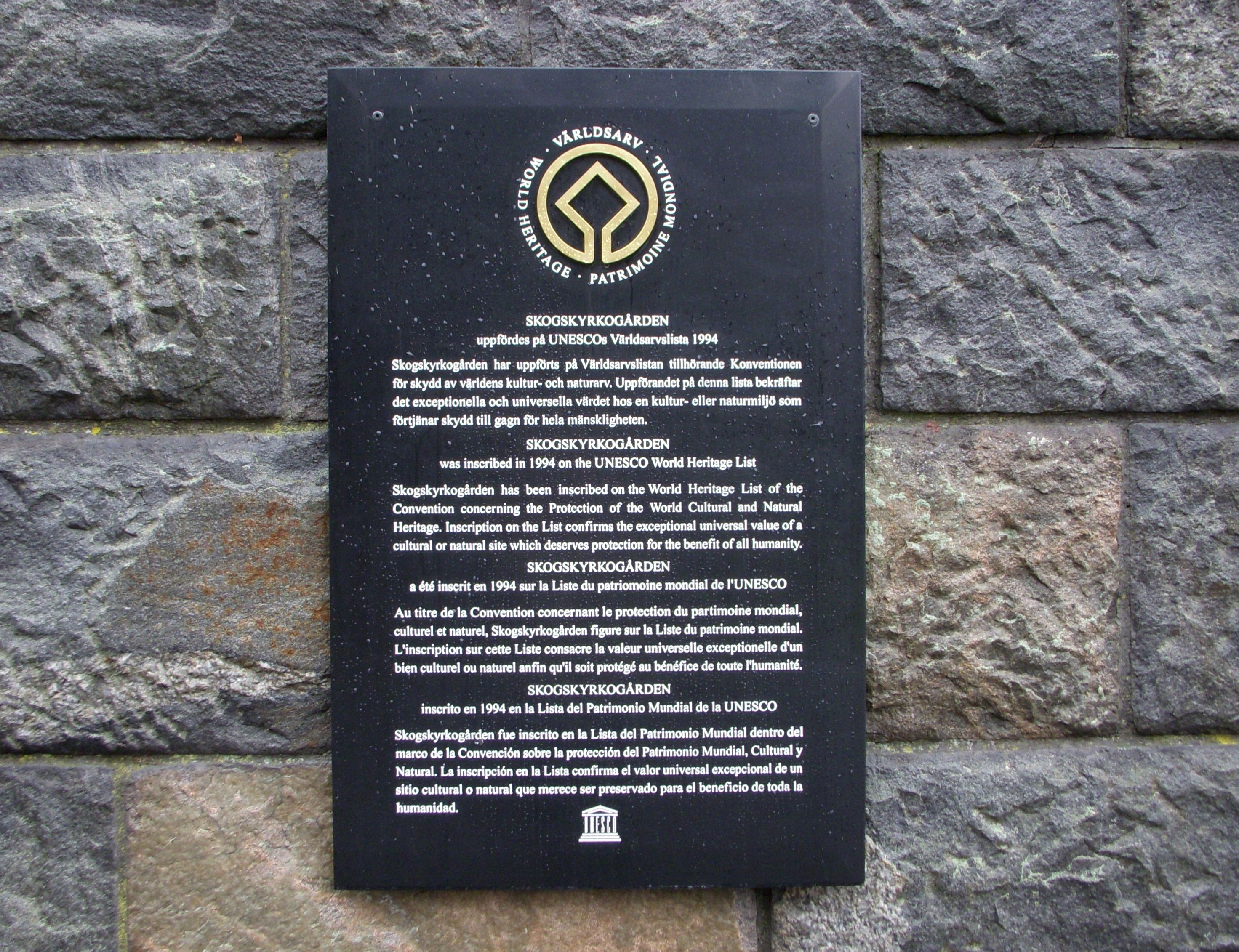
Tablica UNESCO w czterech językach informująca o wpisaniu cmentarza na Listę Światowego Dziedzictwa, umieszczona na granitowym murze przy głównym wejściu

W październiku 1994 Skogskyrkogården został wpisany na Listę Światowego Dziedzictwa UNESCO pod nr 558 jako drugi obiekt kulturowy Szwecji z XX w.
Propozycja, która nadeszła ze strony ICOMOS powoływała się na kryterium I i II z następującym uzasadnieniem:
Kryterium I:
„Skogskyrkogården to jedyny w swoim rodzaju, uwieńczony powodzeniem, zaprojektowany krajobraz kulturowy, łączący razem ukształtowany teren z jego naturalną roślinnością i dzieła architektury i będący jednocześnie doskonałym terenem użytkowym jako miejsce pochówku.”
Kryterium II:
„Dzieło Asplunda i Lewerentza w Skogskyrkogården stworzyło nową formę miejsca pochówku, która w zasadniczy sposób wpłynęła na tworzenie innych miejsc pochówku na całym świecie.”
Komitet ds. dziedzictwa kulturowego podczas debaty zakwestionował zasadność „uniwersalnych wartości założenia”, podniesionych w kryterium I, uważał natomiast, że zostały spełnione wymogi stawiane przez kryterium IV:
„Skogskyrkogården ma swoje zalety jako krajobraz kulturowy począwszy od początku XX w. a jego projekt architektoniczny jest połączony z miejscem pochówku”
Z takim uzasadnieniem (według kryterium II i IV) Skogskyrkogården został wpisany na listę światowego dziedzictwa.

### Zabytek rangi państwowej
Teren Skogskyrkogården jako całość został w 1987 ogłoszony przez Państwowy Urząd ds. Zabytków (szw. Riksantikvarieämbetet) jako „zabytek kulturowy rangi państwowej” (szw. riksintresse för kulturmiljövården) i jest chroniony poprzez miejscowy plan zagospodarowania przestrzennego oraz postanowienia Ustawy o pomnikach kultury (szw. Kulturminneslagen) dotyczące zabytków sakralnych.

## Architektura
Ponieważ cmentarz Skogskyrkogården powstawał w latach 1915–ok. 1940, budowle znajdujące się na jego terenie reprezentują różne epoki i kierunki architektoniczne istniejące w szwedzkiej architekturze XX w. Najstarszym budynkiem jest Skogskapellet (Leśna kaplica) zaprojektowana w latach 1917–1919 przez Gunnara Asplunda i zainaugurowana w 1920. W tej prostej, drewnianej kaplicy przykrytej dachem z gontu widoczne są nadal cechy stylu określanego jako narodowo-romantyczny. Jako następny obiekt powstała zaprojektowana przez Sigurda Lewerentza Uppståndelsekapellet (Kaplica Zmartwychwstania), inspirowana sztuką antyczną i szwedzkim klasycyzmem lat 20. XX w. Ukoronowaniem architektury cmentarnej jest Skogskrematoriet (Leśne Krematorium) Asplunda z Trons, Hoppets och Heliga Korsets kapell (kaplicą Wiary, Nadziei i Św. Krzyża), jak również imponująca Monumenthallen (Hala Monumentalna). Jej forma jest surowa i odznacza się prostota elegancji a minimalistyczna architektura nosi cechy modernizmu. W wystroju wnętrz architektów-projektantów wspomagali: Sven Erixson, Bror Hjort, Ivar Johnsson, John Lundqvist i Otte Sköld.
|  |  |  |  |

|  |  |  |  |

### Skogskapellet

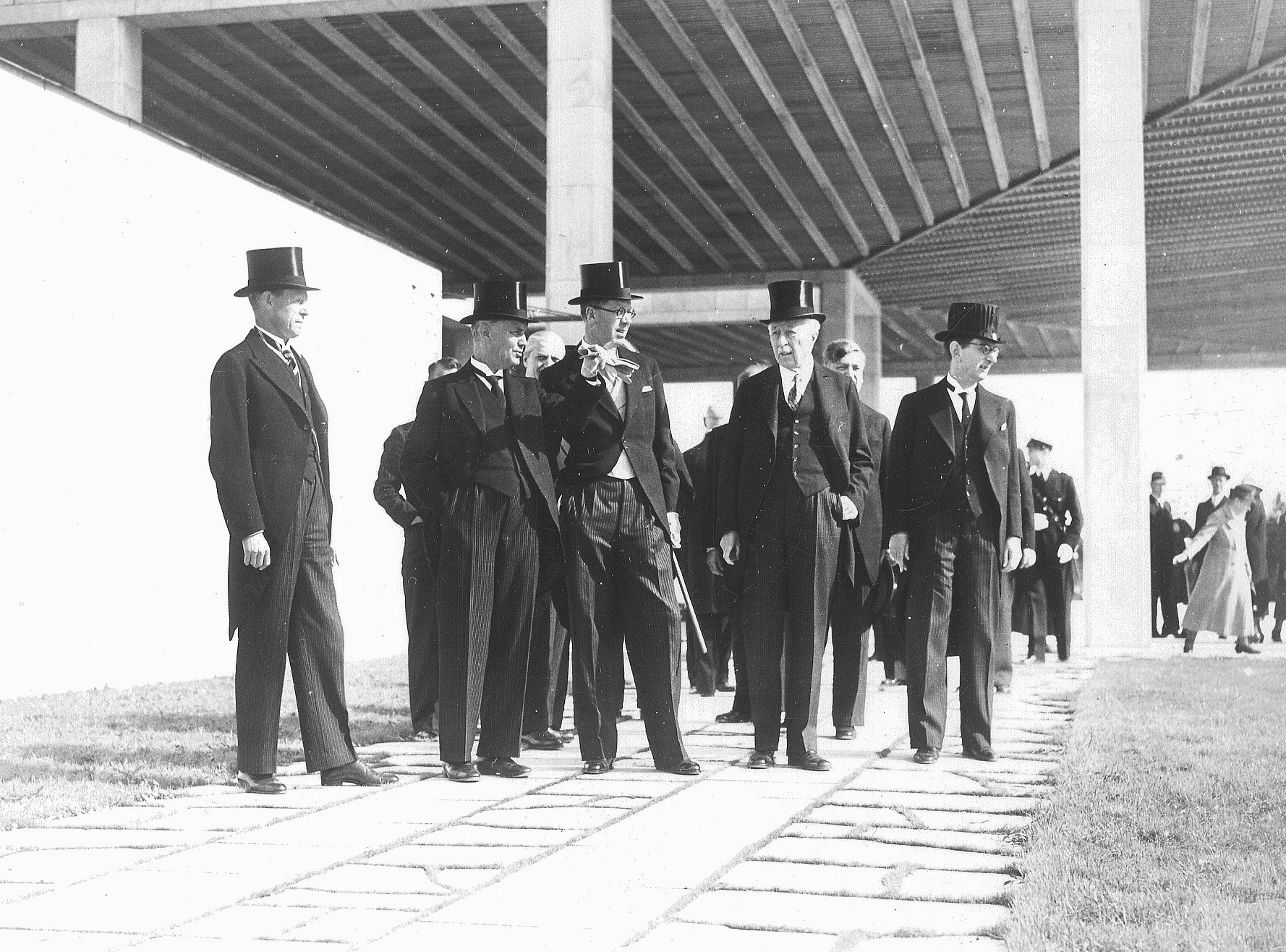
Inauguracja Skogskrematoriet w 1940. Od lewej: Gunnar Asplund, koronowany książę Gustaw VI Adolf, książę Eugeniusz i radny Yngve Larsson.

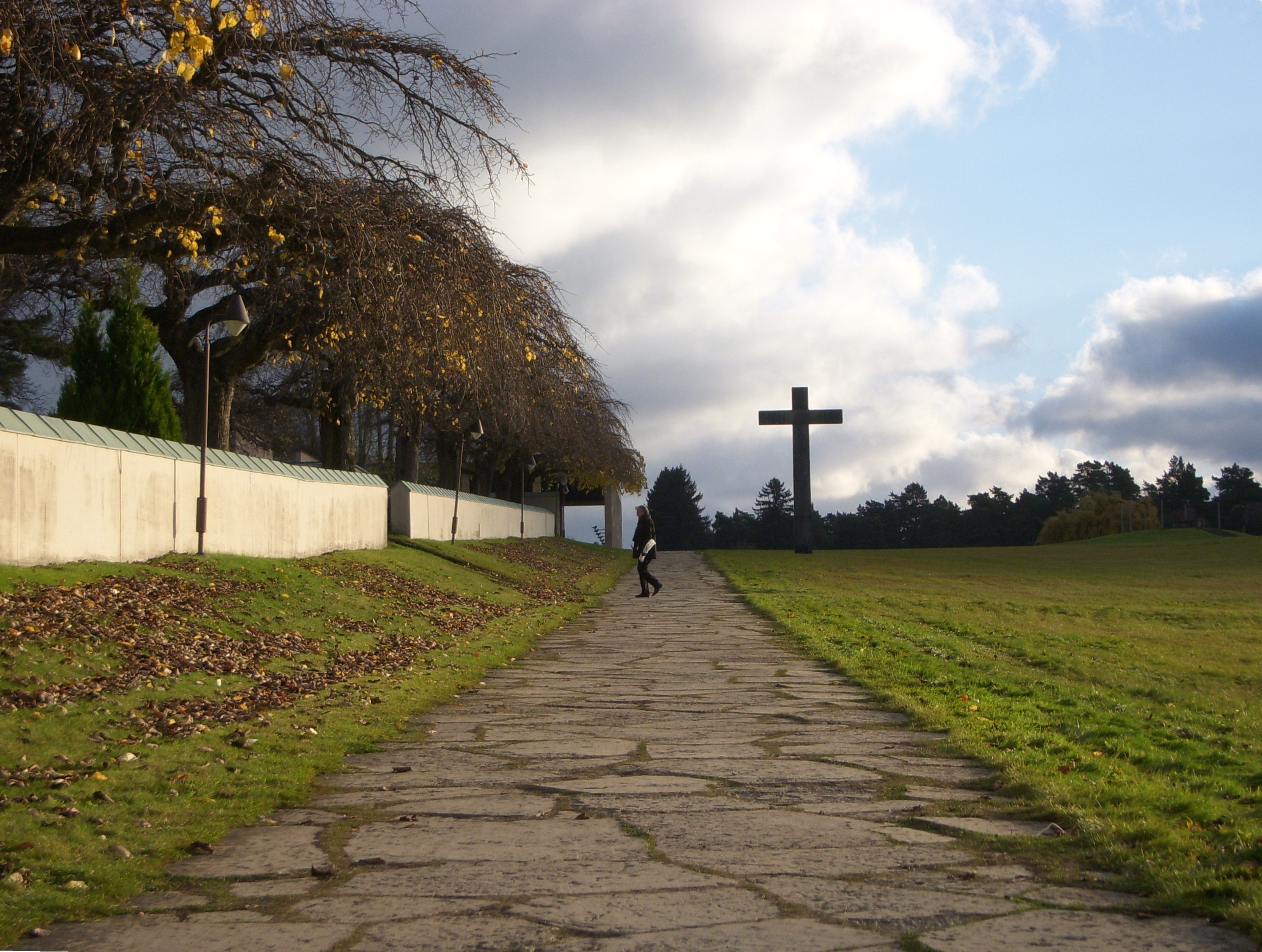
Droga do krzyża

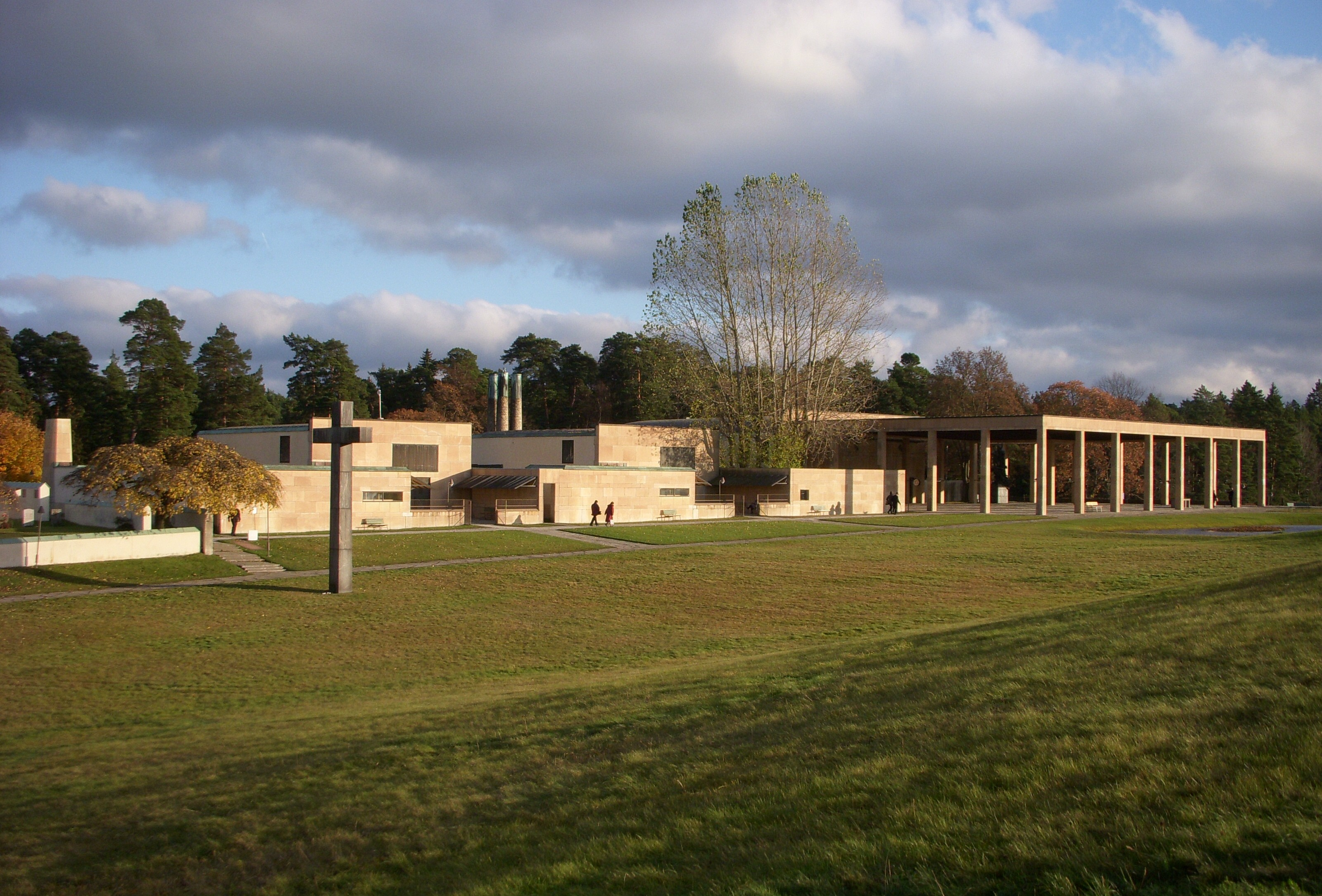
Skogskrematoriet

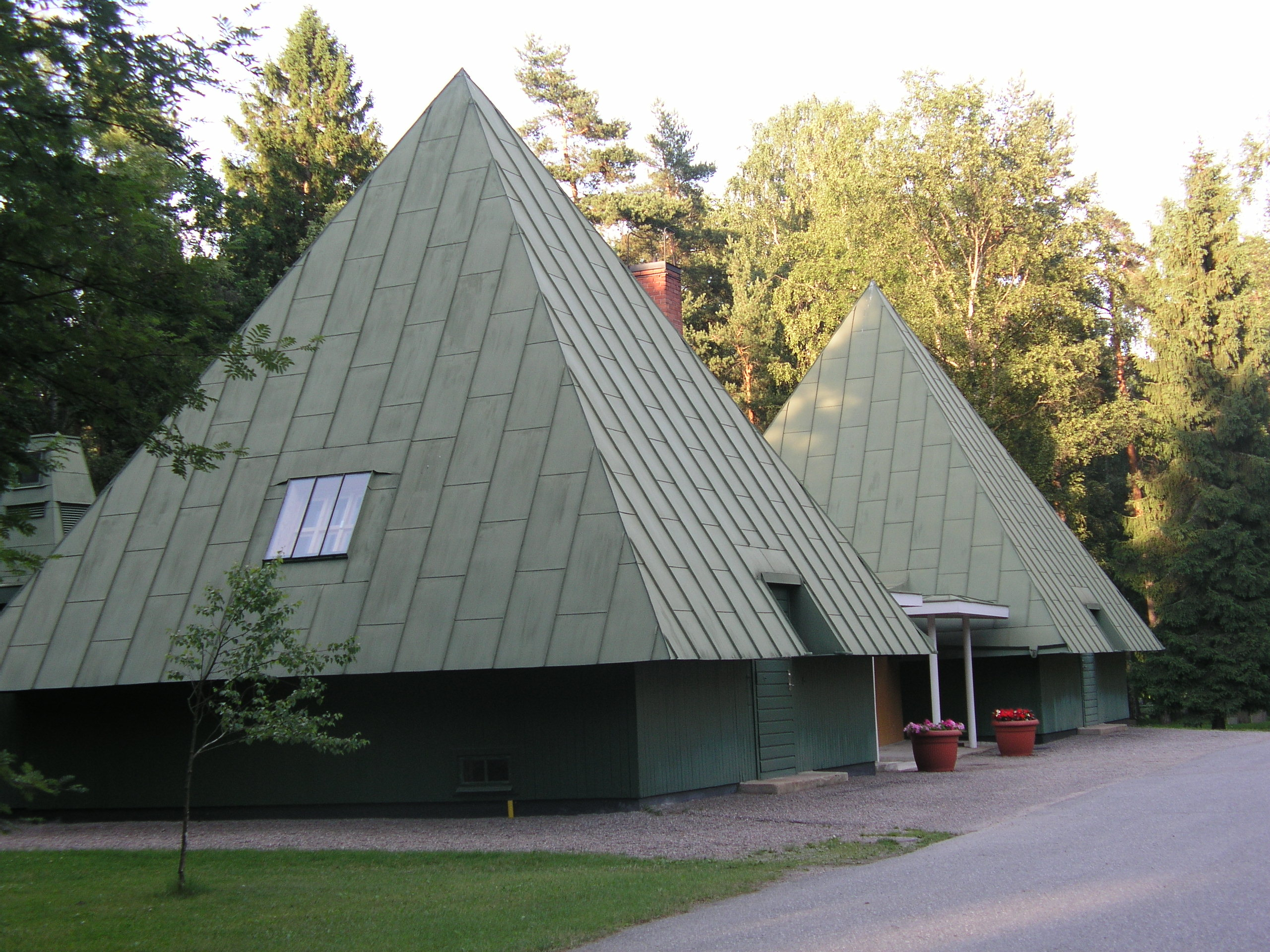
Pawilon Tallum

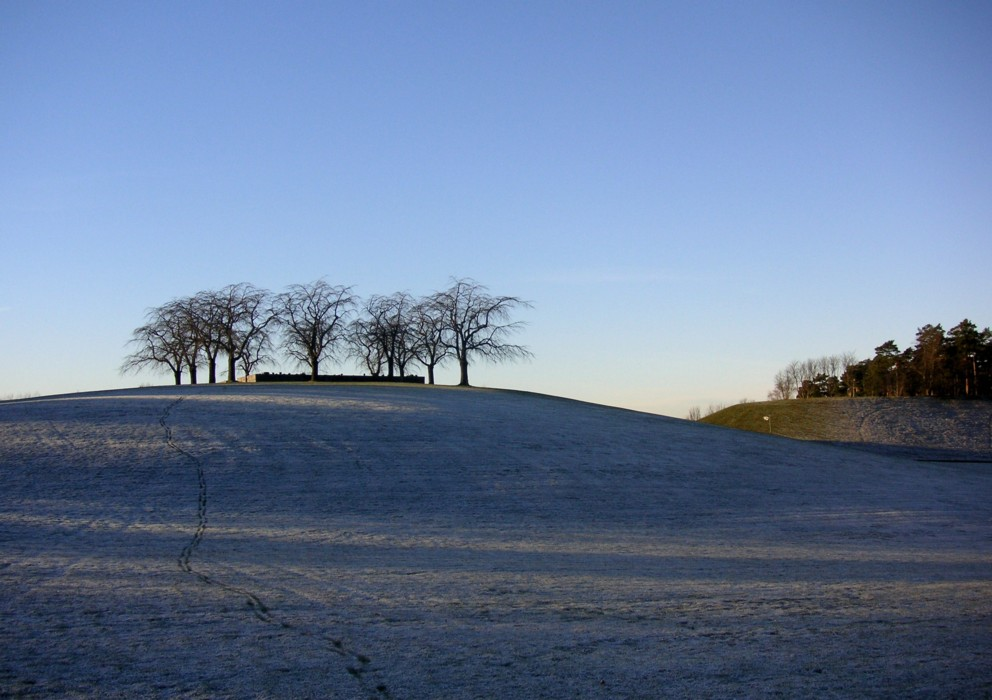
Almhöjden

Skogskapellet była pierwszą kaplicą, jaka powstała na terenie cmentarza. Została zaprojektowana przez Asplunda i zbudowana w latach 1917–1920. Wystrój kaplicy stanowi personifikacja śmierci autorstwa Carla Milesa. Nastawa ołtarzowa jest dziełem Gunnara Torhamna.

### Uppståndelsekapellet
Kiedy po pewnym czasie Skogskapellet okazała się za ciasna, miasto udzieliło subwencji na jeszcze jedną kaplicę, która miała znaleźć się w południowej części cmentarza. Zaprojektowana przez Lewerentza kaplica została ukończona w 1925 otrzymując nazwę Uppståndelsekapellet (Kaplica Zmartwychwstania); nazwę zaczerpnięto od umieszczonej w szczycie portyku grupy rzeźbiarskiej dłuta Ivara Johnssona. Kaplica jest położona przy końcu Sju brunnars väg (Drogi do siedmiu studni). Wzniesiono ją z cegły i betonu a fasady wykończono gładzią szpachlową. Dach przedsionka podtrzymuje 12 kolumn.

### Skogskrematoriet z trzema kaplicami i hala monumentalna
W 1935 Gunnar Asplund otrzymał od zarządu cmentarza zlecenie opracowania projektu krematorium wraz ze stanowiącą jego część kaplicą. Złożona przez niego propozycja zawierała trzy oddzielne kaplice ze wspólnym krematorium oraz monumentalną halę. Kaplice zostały zbudowane w latach 1937–1940 i otrzymały nazwy: Trons, Hoppets och Heliga korsets kapell (kaplice Wiary, Nadziei i Św. Krzyża). Krematorium zainaugurowano w 1940 w obecności koronowanego księcia Gustawa VI Adolfa. Asplund zmarł w tym samym roku i został poddany kremacji jako jeden z pierwszych pochowanych na cmentarzu. Spoczywa w grobie nr 1B naprzeciwko Trons kapell obok grobu radnego Yngve Larssona. Proste epitafium nosi inskrypcję: „Hans verk lever” („Jego dzieło żyje”).

### Krzyż granitowy
Potężny granitowy krzyż na pochyłym trawniku przez kaplicą zaprojektował Asplund. Na jego budowę anonimowy donator ofiarował 10 000 koron.

### Tallumpaviljongen
W latach 1922–1923 według projektu Asplunda zbudowano budynek usługowy nazwany budynkiem gospodarczym. Odnowiono go 1998, żeby pod nazwą Tallumpaviljongen (pawilon Tallum) wykorzystywać go m.in. jako centrum informacyjne o cmentarzu i innych obiektach z listy światowego dziedzictwa. Tallumpaviljongen leży w południowej części cmentarza. Znajduje się w nim stała ekspozycja poświęcona założeniu cmentarnemu i postaciom obu jego projektantów.

### Mur cmentarny
Okalający Skogskyrkogården mur został zbudowany w większej części w ramach robót publicznych w latach 1923–1932, w czasach dużego bezrobocia. Długi na 3600 m mur został później przedłużony o ok. 400 m i ma dzisiaj 4000 m. Dla porównania mur okalający Watykan ma 3200 m długości. Materiał, z którego zbudowano mur, pochodził głównie ze skał znajdujących się w obrębie cmentarza.

### Almhöjden
Almhöjden (Wzgórze Wiązowe) to nazwa porośniętego wiązami pagórka na zachód Hoppets kapell i Monumenthallen; wzgórze nosi również nazwę Meditationslunden (Gaj medytacji). Ukształtowania wzgórza dokonał Sigurd Lewerentz podkreślając łagodny, klasyczny charakter krajobrazu. W ukształtowaniu wzgórza widać podobieństwa z obrazem Caspara Davida Friedricha (1774–1840) Wzgórze i pole w pobliżu Drezna z ok. 1824. Jest niemal pewne, iż malowidło to wywarło wpływ na Asplunda i Lewerentza.

### Minneslund
Znajdujący się na terenie Skogskyrkogårdens Minneslund (Gaj pamięci), położony na wzgórzu na prawo od głównego wejścia, w północnej części cmentarza, został w zasadniczych zrębach ukształtowany przez Lewerentza i zainaugurowany w 1961. Prace przy Minneslund Lewerentz rozpoczął dopiero po śmierci Asplunda. Wystrój Minneslund został ukończony przez Görana Bergquista i Jana Wahlmana, który obok dwóch pierwotnych miejsc do składania kwiatów wykonał kaskadę dla kwiatów ciętych.

### Nowe krematorium
26 października 2009 komisja ds. cmentarza gminy Sztokholm zaprezentowała konkurs architektoniczny na nowe krematorium w Skogskyrkogården argumentując, iż dotychczasowe krematorium jest wysłużone i nie jest w stanie dłużej sprostać wymogom w dziedzinie ochrony środowiska i bhp. Za najlepsze rozwiązanie uznano, w porozumieniu z władzami konserwatorskimi, pomysł wybudowania nowego krematorium poprzez dobudowanie go do już istniejącego krematorium. Nowe krematorium będzie służyło tym samym celom, co poprzednie, dla którego przewidziano jedynie funkcje ceremonialne. W konkursie wzięło udział pięć biur architektonicznych: Johan Celsing Arkitektkontor (Szwecja), Caruso St John Architects LLP (Wielka Brytania), White arkitekter AB (Szwecja), BIG ApS (Dania)/Topotek 1 (Niemcy) i Tadao Ando Architect & Associates (Japonia)/KacicLidén Landscape Architects (Włochy). Konkurs odbył się pomiędzy 1 czerwca a 30 września 2009.
Zwycięski projekt przedstawili 18 grudnia 2009 radny Joakim Larsson i przewodniczący jury konkursowego, architekt miejski Per Kallstenius. Pierwszą nagrodę otrzymało biuro architektoniczne Johan Celsing Arkitektkontor. Jego projekt konkursowy opatrzony był mottem „En sten i skogen” („Kamień w lesie”). W uzasadnieniu projektu podniesiono, iż jego założenie wykazuje najwięcej zrozumienia i wrażliwości dla Skogskyrkogården jako całości. Na nowe krematorium, które ma być gotowe latem 2012, rada gminy Sztokholm przeznaczyła 129 mln koron.

### Kwatery grobowe

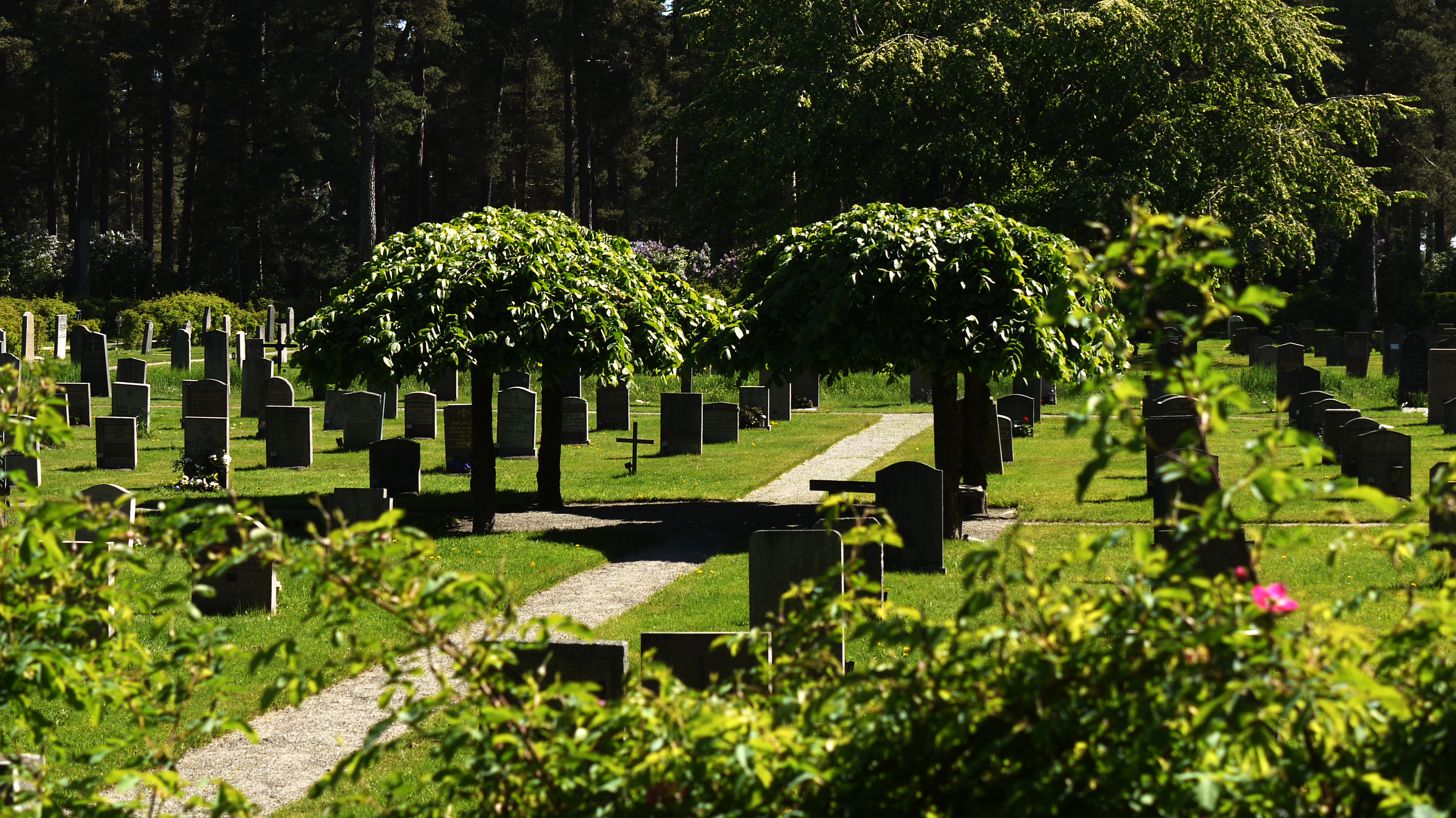
Starsza część Skogskyrkogården (grudzień 2006)

Nośną ideą projektu „Tallum” Asplunda i Lewerentza było zaznaczenie rytualnego przejścia od ciemności do światła. Kremacja jako forma pochówku pojawiła się w Szwecji pod koniec XIX w. i została stopniowo zaakceptowana przez szwedzki kościół luterański i wiernych. Nasilający się ruch reformatorski Eldbegängelserörelsen, postulowali, aby pochówek miał mniej religijny a bardziej ogólnoludzki aspekt.
Cmentarz Skogskyrkogården jest dostosowany do rzeźby terenu a kwatery grobowe różnią się między sobą, jeśli chodzi o ich wygląd i wysokość. Teren cmentarza przecinają drogi i ścieżki. Na większych drogach dopuszczony jest ruch samochodowy w celu ułatwienia komunikacji. W dni świąteczne do cmentarza dojeżdżają autobusy komunikacji miejskiej.
Zamysłem Asplunda i Lewerentza było zaznaczanie miejsc pochówku zwykłymi drewnianymi krzyżami, które z biegiem czasu miały ulegać naturalnemu zniszczeniu. Dla różnych kwater przyjęto różne wysokości nagrobków a Asplundowi i Lewerentzowi powierzono dokonanie przeglądu tej propozycji.
Kremacja umożliwiła gęstsze usytuowanie grobów, dzięki czemu widać różnicę między starszymi a nowszymi kwaterami. Te ostatnie zostały zdominowane przez „beznadziejne rzędy niemal identycznych kamiennych nagrobków”.
Las, na terenie którego położony jest cmentarz, osiągnął już swój wiek, który widoczny jest na projekcie Asplunda i Lewerentza. W ciągu ostatnich lat dokonano pewnego rozrzedzenia drzewostanu sosnowego nie dokonując jednak ponownego zalesienia a urządzając jedynie w miejscu wyciętych drzew trawniki. Przyszłość drzewostanu jest niepewna. Rozpoczęto natomiast wymianę drzewostanu brzozowego w sąsiedztwie Monumenthallen i Sju brunnars väg; wycina się starsze drzewa, a w ich miejsce sadzi się młode.

## Osoby pochowane na Skogskyrkogården (m.in.)

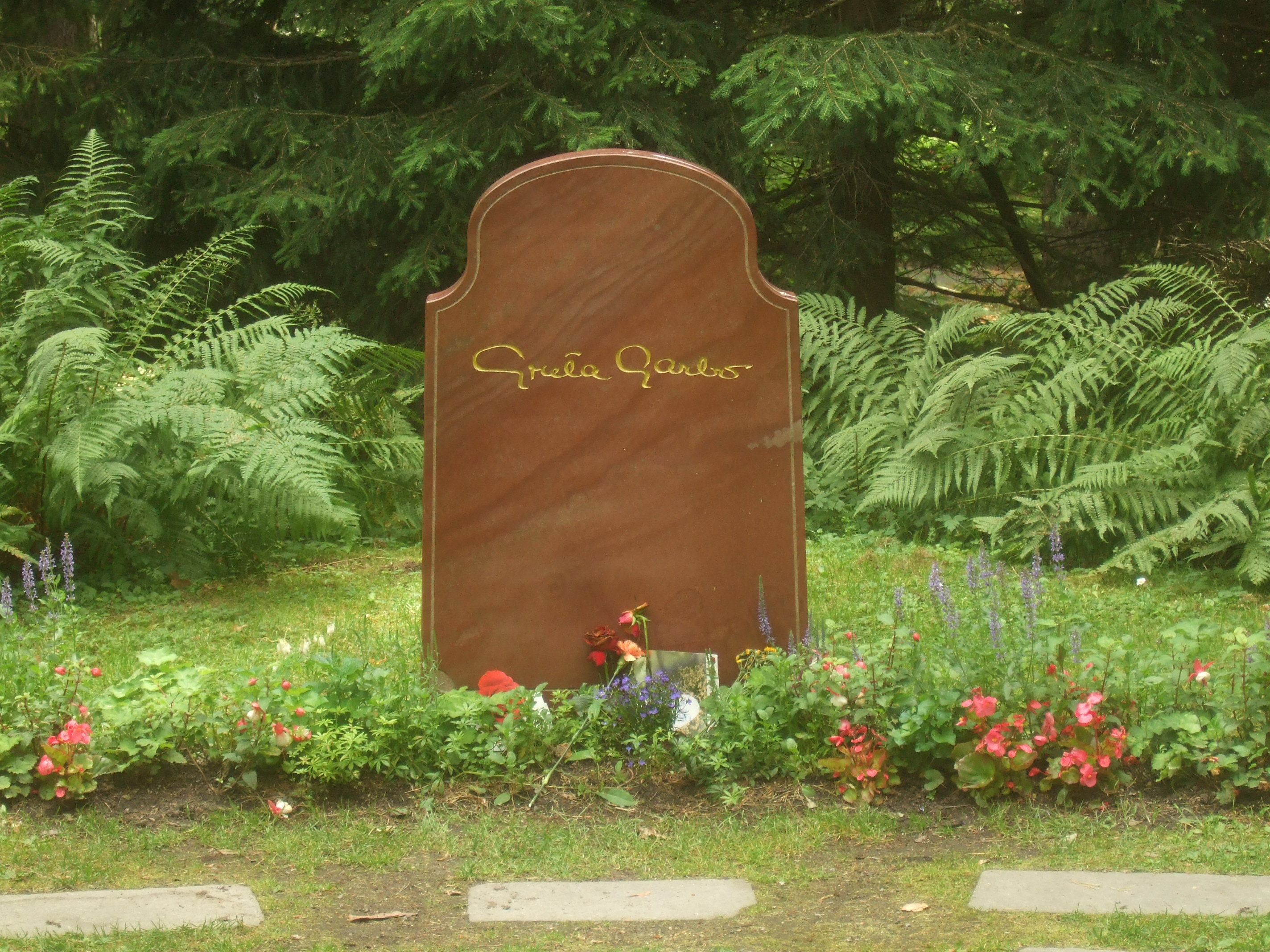
Grób Grety Garbo, jednej z największych aktorek wszech czasów

- Gunnar Asplund (1885-1940) – architekt, twórca Skogskyrkogården
- Yngve Larsson (1881–1977) – radny miejski
- Birgit Cullberg (1908–1999) – choreograf
- Gustav Hedenvind–Eriksson (1880-1967) – pisarz
- Greta Garbo (1905–1990) – aktorka[20]
- Lars Gullin (1928–1976) – muzyk jazzowy, kierownik orkiestry
- Gunnar Heckscher (1909–1987) – polityk, dyplomata
- Olle Hellbom (1925–1982) – reżyser
- Jan Johansson (1931–1968) – muzyk jazzowy
- Eyvind Johnson (1900–1976), – pisarz, laureat Nagrody Nobla, przewodniczący Akademii Szwedzkiej
- Pelle Lindbergh (1959–1985) – hokeista
- Ivar Lo-Johansson (1901–1990) – pisarz
- Sune Mangs (1932–1994) – aktor
- Lennart Skoglund (1929–1975) – piłkarz
- Natan Tenenbaum (1940–2016) – polski poeta
- Stieg Trenter (1914–1967) – pisarz
- Gunnar Wiklund (1935–1989) – piosenkarz
- Håkan Ersgård (1934–1998) – reżyser
- Per Yngve Ohlin (1969–1991) – piosenkarz, muzyk
- Lars-Göran Petrov (1972–2021) – piosenkarz, muzyk
- Kenny Olsson (1977–2007) – żużlowiec
- Tim Bergling „Avicii” (1989-2018) – producent muzyczny